# Stanley's Cup
Stanley's Cup is de veertiende (en laatste) aflevering van het tiende seizoen van South Park. De aflevering parodieert de voorspelbare verhaallijn in sportfilms en dan met name de film The Mighty Ducks. De titel is een verwijzing naar de Stanley Cup, de prijs voor de kampioen van de Noord-Amerikaanse ijshockeycompetitie.

## Verhaal
Stan Marsh heeft een baantje als krantenbezorger, maar zijn fiets wordt weggetakeld, omdat Stan nog boetes zou hebben openstaan. Hij probeert een ambtenaar uit te leggen dat hij de boetes niet kan betalen als hij zijn fiets niet heeft, omdat hij die nodig heeft om te werken. De ambtenaar haalt een platenspeler tevoorschijn en begint te praten alsof hij een filmtrailer inspreekt. Hij geeft aan dat Stan alles kwijt is, maar dat hij zijn leven weer op de rit kan krijgen door het lokale kleuter ijshockey team te trainen.
Het kleuterteam dat Stan moet coachen is amper in staat om ijshockey te spelen. De meeste jonge spelertjes hebben moeite om op schaatsen te staan en van serieus passen, schieten of positiespel is al helemaal geen sprake. Bovendien heeft een van de spelers, Nelson, kanker. Hij kucht regelmatig en ziet erg bleek. Nog voor het team hun eerste wedstrijd speelt onder Stan wordt Nelson opgenomen in het ziekenhuis. Ondanks dat Stan de baan pas net heeft vragen Nelson's ouders of Stan langs kan komen. Volgens Nelson's vader is Stan veel beter in staat om met Nelson te praten omdat hij 'slechts' de vader is, maar dat Stan zijn coach is en daarom veel belangrijker is. In het ziekenhuis vraagt Nelson aan Stan of ze de eerstvolgende wedstrijd voor hem kunnen winnen. Er wordt geïmpliceerd dat als het team wint Nelson zijn ziekte zal overwinnen.
Zoals vrijwel alle andere kleuter ijshockey wedstrijden eindigt hun eerstvolgende wedstrijd in 0-0. De puck blijft de gehele wedstrijd in de middencirkel liggen en wordt door geen enkele speler van beide teams aangeraakt. De meeste spelertjes liggen plat op het ijs, zwaaien naar hun ouders of peuteren in hun neus. De dokter vertelt Stan dat omdat het team niet gewonnen heeft, Nelson's kanker ook op hetzelfde niveau is gebleven.
Stan probeert zijn team op te peppen voor de volgende wedstrijd om eindelijk Nelson te helpen maar de spelers geloven er niet in. Volgens een van de kleuters moeten ze een hele goeie nieuwe speler hebben, net zoals het altijd in de films gaat. Stan is het hiermee eens en besluit Ike Broflovski toe te voegen aan het team. De keuze valt op hem puur omdat hij van Canadese afkomst is en ijshockey zodoende wel in zijn bloed zal zitten.
De volgende wedstrijd tegen Denver County wordt gespeeld in de Pepsi Center, het stadion van de professionele ijshockeyclub de Colorado Avalanche. In de rust tussen de 2e en 3e periode moet Stan's team spelen, maar de tegenstander is niet komen opdagen. Zonder te spelen kan Stan's team ook niet winnen en Nelson dus niet genezen. De Colorado Avalanche spelers zijn geroerd door hun poging om Nelson te helpen en besluiten South Park in hun plaats tegen de Detroit Red Wings te laten spelen in de 3e periode. Waar de stand nog gelijk was na 2 periodes wordt South Park met 32-2 weggevaagd in de 3e periode. Bovendien worden meerdere South Park spelers serieus verwond door extreem agressieve bodychecks van de sowieso al betere Red Wings spelers.
Nelson kijkt vanuit zijn ziekenhuisbed naar de wedstrijd op televisie, mompelt de woorden 'geen hoop' en gaat vervolgens dood. De 'slechteriken', in dit geval de Detroit Red Wings, vieren uitbundig hun overwinning op een amateurkleuterteam. We are the Champions van Queen speelt terwijl lachende Red Wings-spelers feestvieren, volledig ingaand tegen hoe sportfilms gewoonlijk eindigen.